# Protomonotresidae
Famille
Les Protomonotresidae sont une famille de vers plats aquatiques de l'ordre des Prolecithophora.

## Systématique
Le nom valide complet (avec auteur) de ce taxon est Protomonotresidae Reisinger, 1924.

### Sous-taxons et leurs synonymes
Selon la base de données World Register of Marine Species (14 décembre 2023), la famille des Protomonotresidae regroupe les sous-familles et genres suivants :
- Famille des Protomonotresidae
  - Sous-famille des Baicalarctiinae Friedman, 1933
    - Baicalarctia Friedmann, 1926
    - Friedmaniella Timoshkin & Zabrovskaya, 1985
    - Porfirievia Timoshkin, 1997

  - Sous-famille des Protomonotresinae Timoshkin, 1986
    - Acanthiella Rieger & Sterrer, 1975
    - Archimonotresis Meixner, 1938
    - Prorogonophora Riedl, 1954
    - Protomonotresis Reisinger, 1924
    - Prolecithoplana Karling, 1940  est synonyme de Archimonotresis Meixner, 1938
    - Propozonopora Riedl, 1954 est synonyme de Prorogonophora Riedl, 1954